# Dario Maresic
Dario Maresic (Graz, 29 settembre 1999) è un calciatore austriaco, difensore dell'Istria 1961.

## Carriera

### Club
Dopo aver iniziato a giocare a calcio col Frohnleiten, viene notato dagli osservatori dello Sturm Graz che lo ingaggiano nelle trafile giovanili nel 2007. Il 21 marzo 2015 gioca a 15 anni la sua prima partita con la seconda squadra in Regionalliga.
Dalla stagione 2016-17 è aggregato stabilmente in prima squadra. Il 9 aprile 2017 debutta tra i professionisti contro il Salisburgo, diventando a 17 anni, 6 mesi e 11 giorni il più giovane calciatore mai sceso in campo da titolare con lo Sturm Graz. Il 9 maggio 2018 vince il suo primo trofeo in carriera, la Coppa d'Austria 2017-18, riuscendo a battere in finale il Salisburgo ai tempi supplementari.
Il 27 agosto 2019 viene acquistato dallo Stade Reims per 3 milioni di euro. Col club francese sottoscrive un contratto quinquennale fino al 2024.
Il 20 luglio 2021 viene ceduto in prestito al LASK.
Il 12 luglio 2022 viene ceduto in prestito all'Istria 1961.
Il 27 luglio 2023 fa ritorno all'Istria 1961, questa volta a titolo definitivo.

### Nazionale
Nonostante le origini croate decide di giocare per la nazionale austriaca, in cui milita in tutte le trafile giovanili. Nel giugno 2017 esordice con l'Austria under-21, segnando un gol, nell'amichevole vinta 2-1 contro i pari età dell'Ungheria.

## Statistiche

### Presenze e reti nei club
Statistiche aggiornate al 6 ottobre 2017.
| Stagione          | Squadra           | Campionato        | Campionato | Campionato | Coppe nazionali | Coppe nazionali | Coppe nazionali | Coppe continentali | Coppe continentali | Coppe continentali | Altre coppe | Altre coppe | Altre coppe | Totale | Totale | Totale |
| Stagione          | Squadra           | Comp              | Pres       | Reti       | Comp            | Pres            | Reti            | Comp               | Pres               | Reti               | Comp        | Pres        | Reti        | Pres   | Reti   |        |
| ----------------- | ----------------- | ----------------- | ---------- | ---------- | --------------- | --------------- | --------------- | ------------------ | ------------------ | ------------------ | ----------- | ----------- | ----------- | ------ | ------ | ------ |
| 2016-2017         | Sturm Graz        | BL                | 5          | 0          | CA              | 0               | 0               | -                  | -                  | -                  | -           | -           | -           | 5      | 0      |        |
| 2017-2018         | Sturm Graz        | BL                | 10         | 0          | CA              | 1               | 0               | UEL                | 4                  | 0                  | -           | -           | -           | 15     | 0      |        |
| Totale Sturm Graz | Totale Sturm Graz | Totale Sturm Graz | 15         | 0          |                 | 1               | 0               |                    | 4                  | 0                  |             | -           | -           | 20     | 0      |        |
| Totale carriera   | Totale carriera   | Totale carriera   | 15         | 0          |                 | 1               | 0               |                    | 4                  | 0                  |             | -           | -           | 20     | 0      |        |

## Palmarès

### Club
- Coppa d'Austria: 1

Sturm Graz: 2017-2018